# Belägringen av Olomouc
Belägringen av Olomouc ägde rum år 1758 när en preussisk armé ledd av Fredrik den store belägrade den österrikiska staden Olmütz (dagens Olomouc, Tjeckien) under Preussens invasion av Mähren under tredje schlesiska kriget (Sjuårskriget). Försöket avstannade efter att belägrarna möttes av en starkare resistans än vad Fredrik hade väntat sig. Med en brist på förnödenheter och efter att ha konfronterats med en österrikisk nödstyrka till följd av slaget vid Domstadtl övergav Fredrik belägringen och drog sig tillbaka från Mähren.